# Firminiș
Firminiș – wieś w Rumunii, w okręgu Sălaj, w gminie Mirșid. W 2011 roku liczyła 160 mieszkańców.